# Александър Стояноглу
Александър Стояноглу (на румънски: Alexander Stoianoglo, на гагаузки: Aleksandr Stoyanoglo) е бивш прокурор и политик от Молдова.

## Биография
Александър Стояноглу е роден на 3 юни 1967 г. в Комрат, Модавска СССР и е етнически гагаузин. Освен че е молдовски гражданин, той има и румънско гражданство. Стояноглу говори румънски, руски, гагаузки и турски език. Женен с две дъщери, като по-малката работи в Европейската централна банка в Германия.

## Кариера
Стояноглу завършва право през 1992 г. и работи като прокурор в Гагаузия. В периода 2009 – 2014 г. е депутат в парламента на Молдова, а в 2019 г. заема поста главен прокурор на Молдова.
На 5 октомври 2021 г. Стояноглу е арестуван по обвинения в корупция. Срещу него са заведени общо пет дела от депутата Лилиан Карп, вицепрезидент на управляващата Партия на действието и солидарността. Стояноглу временно е отстранен от длъжността на главен прокурор от правителството на Мая Санду, която печели президентския пост през 2020 г. със заявка за борба с корупцията. В крайна сметка Стояноглу е освободен от длъжността главен прокурор през септември 2023 г.
През 2023 г. Европейският съд по правата на човека постановява, че правото на Стояноглу на справедлив процес е нарушено и му присъжда обезщетение на стойност 3600 евро. През февруари 2024 г. съдът в Кишинев го оправдава по делото, свързано с разрешаване на плащания на подчинен прокурор. По време на процеса Стояноглу обвинява правителството, че използва делата срещу него, за да му попречи да освободи прокуратурата от политическо влияние.

## Президентската кампания през 2024 г.
Стояноглу се кандидатира с подкрепата на Партията на социалистите на президентските избори в Молдова през 2024 г. на 20 октомври, на които се класира на второ място в първия тур на гласуването. На 3 ноември 2024 г. той се се изправя срещу действащия президент Мая Санду и губи, получавайки само 45,03% от гласовете, въпреки че води в резултатите от бюлетините, подадени в Молдова.
Стояноглу е определян от западните медии като „проруски“ кандидат.